# Pretz-en-Argonne
Pretz-en-Argonne ist eine französische Gemeinde mit 61 Einwohnern (Stand: 1. Januar 2022) im Département Meuse in der Region Grand Est. Sie gehört zum Kanton Dieue-sur-Meuse im Arrondissement Bar-le-Duc.

## Geografie
Die Gemeinde Pretz-en-Argonne liegt am Südrand der Argonnen, 30 Kilometer südwestlich von Verdun. Nachbargemeinden sind Nubécourt im Nordosten, Beausite im Osten, Rembercourt-Sommaisne im Südosten, Vaubecourt im Südwesten sowie Èvres im Nordwesten.

## Bevölkerungsentwicklung
| Jahr      | 1962 | 1968 | 1975 | 1982 | 1990 | 1999 | 2008 | 2019 |
| --------- | ---- | ---- | ---- | ---- | ---- | ---- | ---- | ---- |
| Einwohner | 108  | 103  | 70   | 66   | 57   | 54   | 61   | 65   |

## Sehenswürdigkeiten

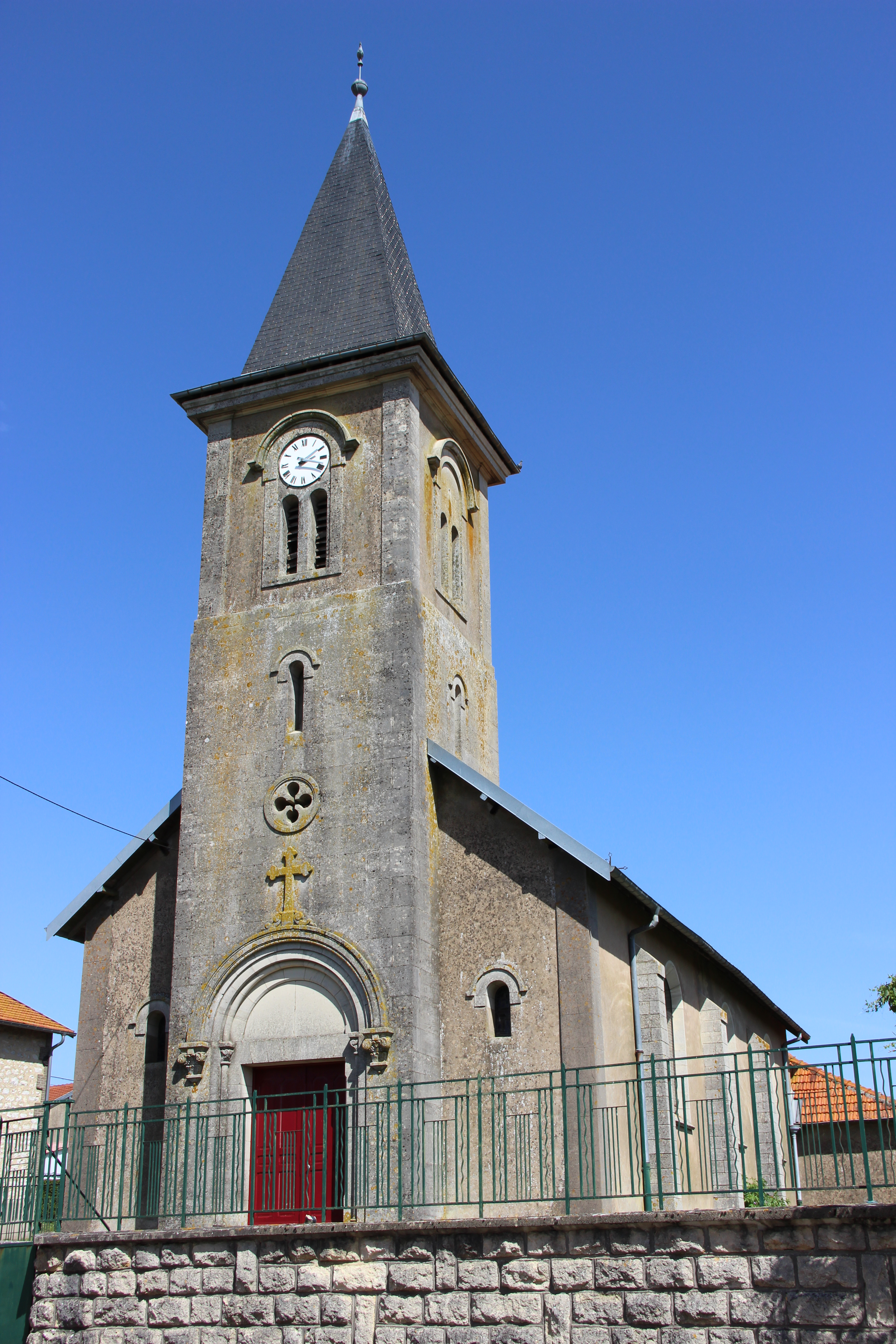
Kirche Saint-Balzème

- Kirche Saint-Balzème